# Рафаил Попов (епископ)
 За българския историк и археолог вижте Рафаил Попов (археолог).  
Рафаил Попов е български възрожденец, участник в борбата за независима национална църква. През 1860 година преима унията с Римската църква и в 1864 година става апостолически администратор на българите униати в Османската империя.

## Биография

### Православен духовник
Роден е през 1830 или 1831 година в Стрелча като Райно Добрев Попов в семейството на свещеник. В периода 1849 – 1851 година е учител в село Попинци. От 1851 година учителства в Пловдив и същевременно учи при Найден Геров. От следващата 1852 година е учител в село Поибрене. На 24 август 1854 година се замонашва в Карлуковския манастир „Света Богородица“. В началото на януари 1859 година отишъл в Рилския манастир и по предложение на Авксентий Велешки е ръкоположен за дякон. През декември същата година пристига в Цариград. На 3 април 1860 година служи заедно с Иларион Макариополски по време на Великденската акция, когато не е споменато името на гръцкия патриарх.

### Източнокатолически духовник
На 18/30 декември 1860 година участвал в тържественото връчване на акта за уния с Римската църква на архиепископ Паоло Брунони в Цариград. Участвал в посещението на католиците от източен обред, начело с Йосиф Соколски, при папа Пий IX през пролетта на 1861 година, при което Соколски е ръкоположен за архиепископ. При завръщането си в Цариград, на 15 август 1861 година архиепископ Паоло Брунони го ръкополага за свещеник и поема енория в Одрин, който постепенно се превръща в център на униатското движение - в квартала Киришхане отваря врати униатската църква „Свети Илия“ и започва строителството и на храма „Свети Димитър“ в квартала Каик. След отвличането на архиепископ Йосиф Соколски в Русия на 6 юни 1861 година, източнокатолическата българска църква изпада в крива, но Рафаил, подпомаган от брат си Софроний Попов, успява да овладее положението в Одрин и униатството постига успехи в Малкотърновско.
На 10 февруари 1864 години с берат на Високата порта отец Рафаил Попов е назначен за „патриаршески наместник и народен главатар на българите, съединени с Римо-католическата църква“. На 14/28 март 1864 година с декрет на Конгрегацията за разпространението на вярата Рафаил Попов е назначен за апостолически администратор на съединените българи. На 4 август е избран и на 19 ноември 1865 година е ръкоположен за български епископ в катедралната църква „Свети Йоан Златоуст“ в Цариград от архиепископ Йосиф Назиански в съслужение с архиепископ Мелетий Драмски и епископ Вениамин Неаполитански.
Епископ Рафаил запазва епископското седалище в Одрин, като по-подходящ от Цариград за център на униатското движение. Брат му Софроний е изпратен в Цариград да ръководи канцеларската работа на общината и да осъществява връзката с апостолическия легат Паоло Брунони. Две години по-късно, поради голямата нужда от свещеници Рафаил Попов ръкополага брат си за свещеник и го изпраща да се грижи за енорията „Успение Богородично“ в Покрован. През април 1866 година Рафаил Попов предприма обширна обиколка в Македония и Тракия. През 1869 – 1870 година предприема пътуване до Рим, за да вземе участие в заседанията на Първия Ватикански събор, който обявява папската непогрешимост по въпросите на вярата.
На 23 февруари 1876 година с последна бележка в дневника си епископ Рафаил отбелязва литургията, която служи сутринта на този ден. След това в отива в Меджлиса. При връщането си има сили само да каже, че във вилаетското управление е бил почерпен с черешово сладко и същия ден умира. В българското общество остава убеждението за отравяне от гръци. Това убеждение се подсилва от обстоятелството, че неговия брат Софроний, мислен да бъде заместник в управлението на българо-униатските дела, умрира внезапно на 19 май 1876 година със същите симптоми. Епикоп Рафаил е погребан в страничния олтар на одринската източнокатолическа епископска катедрала „Свети Илия“.